# Odontotyrannos

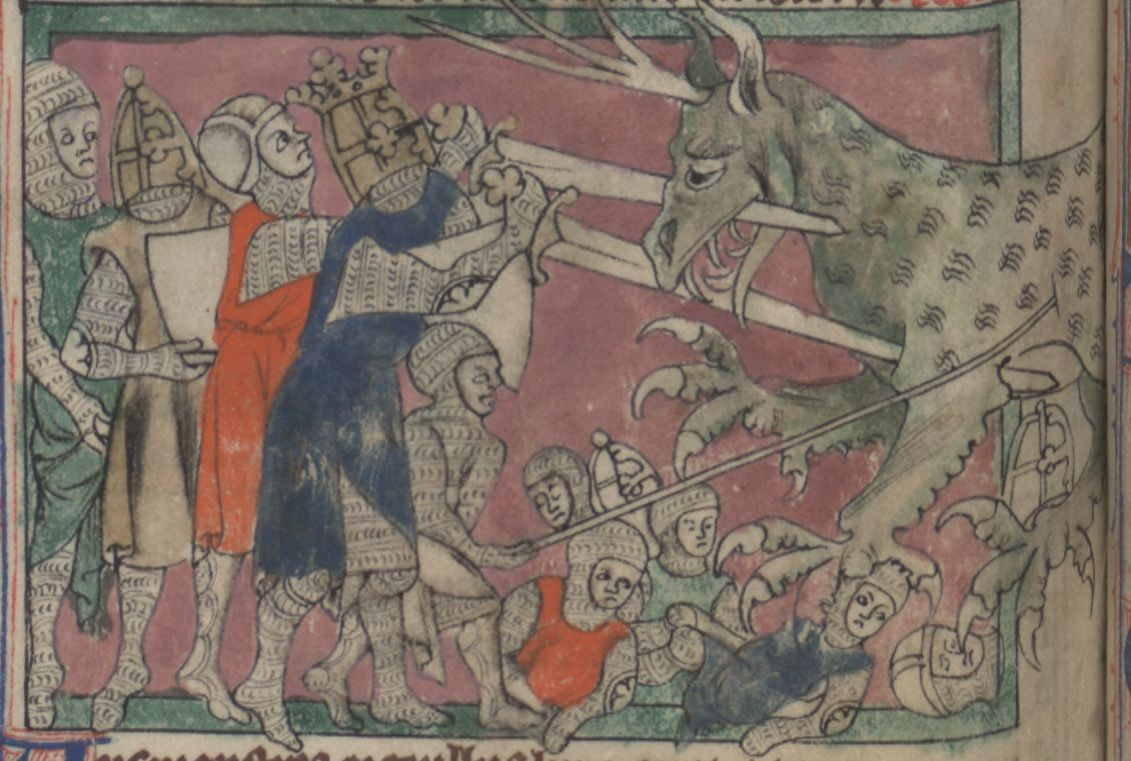
Macedonians aangevallen door odontotyrannus

Odontotyrannos is Grieks voor “Tandenkoning”. Het is een fabeldier dat beschreven wordt als een gigantisch eenhoornig beest. Het monster zou het kamp van Alexander de Grote hebben aangevallen, een man die volgens de verhalen welhaast dagelijks met mythische monsters vocht. Er waren 1300 mensen voor nodig om het dode dier weg te slepen.